# Ultraspank
Ultraspank é uma banda americana formada em Santa Bárbara, Califórnia no início de 1990. A banda foi formada logo após Pete Murray e Neil Godfrey deixarem sua banda anterior. Seu nome original era "Spank", mas devido a razões jurídicas que foram obrigados a mudá-lo. Durante uma entrevista com Rob Zombie , Zombie sugeriu que eles deveriam se chamar "Ultra" Spank. Isso é notado no encarte de seu álbum de estréia auto-intitulado.
Seu segundo álbum, "Progress" saiu em 2000, e não vendeu muito bem, devido à falta de promoção. Após serem abandonados pela gravadora, eles se separaram, e o guitarrista Neil Godfrey juntou-se a Downthesun para gravar seu primeiro álbum intitulado de si mesmo. Antes do lançamento do álbum, Godfrey saiu so Downthesun e juntou-se com Motograter por um breve período antes de começar a Lo-Pro com o ex-vocalista Pete Murray (que não deve ser confundido com o cantor australiano Pete Murray ).